# Ривера, Хоакин
Хоакин Ривера Брагас (исп.Joaquín Rivera; 25 июля 1795, Тегусигальпа — 6 февраля 1845, Комаягуа ) – гондурасский политический и государственный деятель, верховный глава государства Гондурас (7 января 1833— 31 декабря 1836).
Мэр Тегусигальпы (1832–1833).

## Биография
Родился в состоятельной семье. Получил домашнее образование. В 1821 году вступил в армию. Принимал участие в войне за независимость Генерал-капитанства Гватемалы против испанских властей.
В 1824 году был назначен губернатором (Jefe Politico-Intendente)  департамента Чолутека.
В марте 1829 года стал министром юстиции в первом кабинете Хосе Франсиско Морасана. В 1831 году избран членом Учредительного собрания. В 1832 году избран префектом Тегусигальпы и депутатом парламента страны.
В 1833–1836 годах,  избранный конгрессом, был главой Гондураса.
Занимал пост главы государства Гондурас в составе Соединённых провинций Центральной Америки около четырёх лет, после проведения всеобщих выборов на этот пост и его инаугурации. 
Сменил на этом посту Хосе Франсиско Милья Гевара.
Передал полномочия Франсиско Феррера, вице-главе государства, ответственному за исполнительную власть в Гондурасе.
Период его правления был отмечен миром и единством с другими частями соединённых провинций.